# چاد دانفرث

کوربین بلو در نقش چاد دانفرث.

چاد دانفرث (در انگلیسی: Chad Danforth) نام یکی از شخصیت‌های مجموعه داستان‌های دبیرستان موزیکال  نوشته کنی اورتگا انگلیسی است. این شخصیت بهترین دوست تِروی بولتون و گبریلا مونتز به شمار می‌رود.

## نگاه کلی
بهترین دوست تِروی بولتون است. عاشق تیلور مکیسی. چاد دانفرث است به دنبال بازی بسکتبال با تِروی بولتون در دانشگاه آلبوکرکی، نیومکزیکو پس از فارغ التحصیلی از دبیرستان. ورزش بسکتبال یعنی همه چیز به او.

## فیلم‌شناسی
- موزیکال دبیرستان
- نمایش موزیکال دبیرستان ۲ [۲]
- نمایش موزیکال دبیرستان ۳: سال ارشد